# Chemazé
Chemazé est une commune française, située dans le département de la Mayenne en région Pays de la Loire, peuplée de 1 363 habitants (les Camaséens).
La commune fait partie de la province historique de l'Anjou (Haut-Anjou).

## Géographie
La commune est située dans le sud-Mayenne.

### Communes limitrophes
| Prée-d'Anjou                         |         | Château-Gontier-sur-Mayenne |
|                                      | Chemazé | Ménil                       |
| Segré-en-Anjou Bleu (Maine-et-Loire) |         |                             |

### Climat
Pour des articles plus généraux, voir Climat des Pays de la Loire et Climat de la Mayenne.
En 2010, le climat de la commune est de type climat océanique altéré, selon une étude du CNRS s'appuyant sur une série de données couvrant la période 1971-2000. En 2020, Météo-France publie une typologie des climats de la France métropolitaine dans laquelle la commune est exposée à un climat océanique et est dans une zone de transition entre les régions climatiques « Bretagne orientale et méridionale, Pays nantais, Vendée » et « Moyenne vallée de la Loire ». 
Pour la période 1971-2000, la température annuelle moyenne est de 11,5 °C, avec une amplitude thermique annuelle de 14 °C. Le cumul annuel moyen de précipitations est de 723 mm, avec 12 jours de précipitations en janvier et 6,1 jours en juillet. Pour la période 1991-2020, la température moyenne annuelle observée sur la station météorologique de Météo-France la plus proche, sur la commune de Coudray à 10 km à vol d'oiseau, est de 12,2 °C et le cumul annuel moyen de précipitations est de 718,4 mm,. Pour l'avenir, les paramètres climatiques de la commune estimés pour 2050 selon différents scénarios d'émission de gaz à effet de serre sont consultables sur un site dédié publié par Météo-France en novembre 2022.

## Urbanisme

### Typologie
Au 1er janvier 2024, Chemazé est catégorisée bourg rural, selon la nouvelle grille communale de densité à sept niveaux définie par l'Insee en 2022.
Elle est située hors unité urbaine. Par ailleurs la commune fait partie de l'aire d'attraction de Château-Gontier-sur-Mayenne, dont elle est une commune de la couronne,. Cette aire, qui regroupe 19 communes, est catégorisée dans les aires de moins de 50 000 habitants,.

### Occupation des sols
L'occupation des sols de la commune, telle qu'elle ressort de la base de données européenne d’occupation biophysique des sols Corine Land Cover (CLC), est marquée par l'importance des territoires agricoles (84,1 % en 2018), une proportion sensiblement équivalente à celle de 1990 (84,2 %). La répartition détaillée en 2018 est la suivante : 
terres arables (52,2 %), prairies (22,7 %), forêts (12,9 %), zones agricoles hétérogènes (9,2 %), zones urbanisées (1,6 %), espaces verts artificialisés, non agricoles (0,7 %), milieux à végétation arbustive et/ou herbacée (0,7 %). L'évolution de l’occupation des sols de la commune et de ses infrastructures peut être observée sur les différentes représentations cartographiques du territoire : la carte de Cassini (XVIIIe siècle), la carte d'état-major (1820-1866) et les cartes ou photos aériennes de l'IGN pour la période actuelle (1950 à aujourd'hui).

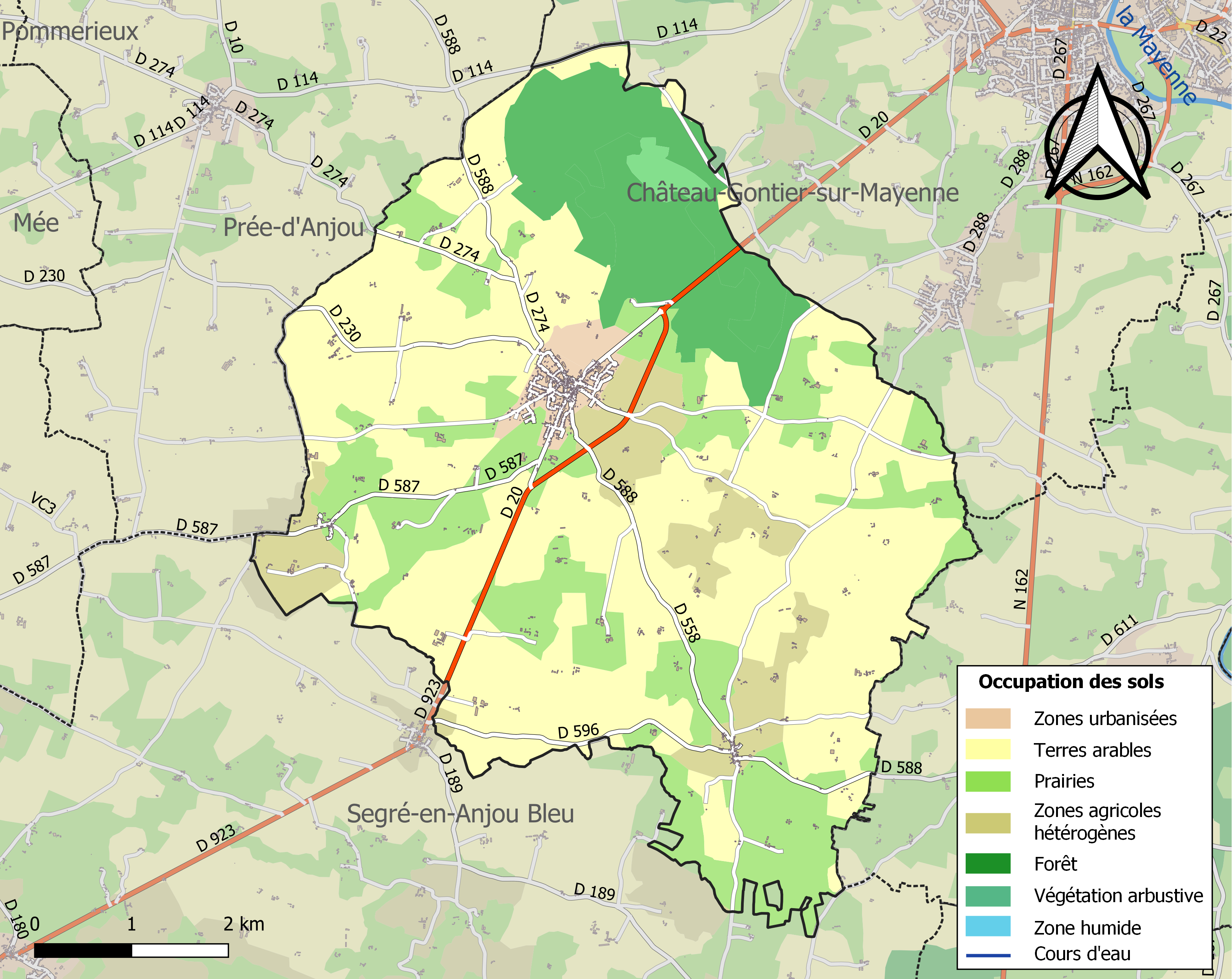
Carte des infrastructures et de l'occupation des sols de la commune en 2018 (CLC).

## Histoire
La commune faisait partie de la sénéchaussée angevine de Château-Gontier dépendante de la sénéchaussée principale d'Angers depuis le Moyen Âge jusqu'à la Révolution française.
En 1790, lors de la création des départements français, une partie du Haut-Anjou a formé le sud de la Mayenne, région aujourd’hui appelée Mayenne angevine.

## Politique et administration

### Administration municipale
| Période      | Période      | Identité                             | Étiquette | Qualité      |
| ------------ | ------------ | ------------------------------------ | --------- | ------------ |
| 15 nov 1815  | 17 mars 1821 | Anselme François Bucher de Chauvigné |           | Propriétaire |
|              |              |                                      |           |              |
| juin 1995    | mars 2008    | André Le Pape                        |           | Agriculteur  |
| mars 2008    | mai 2020     | Hervé Rousseau                       | DVD       | Commerçant   |
| mai 2020     | juillet 2021 | Yves Guinhut                         | DVD       | Retraité     |
| juillet 2021 | en cours     | Caroline Fouilleux                   |           | Contremaître |

## Population et société

### Démographie
L'évolution du nombre d'habitants est connue à travers les recensements de la population effectués dans la commune depuis 1793. Pour les communes de moins de 10 000 habitants, une enquête de recensement portant sur toute la population est réalisée tous les cinq ans, les populations de référence des années intermédiaires étant quant à elles estimées par interpolation ou extrapolation. Pour la commune, le premier recensement exhaustif entrant dans le cadre du nouveau dispositif a été réalisé en 2007.

En 2022, la commune comptait 1 363 habitants, en évolution de −0,07 % par rapport à 2016 (Mayenne : −0,73 %, France hors Mayotte : +2,11 %).
| 1793  | 1800  | 1806  | 1821  | 1831  | 1836  | 1841  | 1846  | 1851  |
| ----- | ----- | ----- | ----- | ----- | ----- | ----- | ----- | ----- |
| 1 575 | 1 628 | 1 683 | 1 835 | 1 586 | 1 766 | 1 786 | 1 846 | 1 833 |

| 1856  | 1861  | 1866  | 1872  | 1876  | 1881  | 1886  | 1891  | 1896  |
| ----- | ----- | ----- | ----- | ----- | ----- | ----- | ----- | ----- |
| 1 856 | 1 818 | 1 779 | 1 692 | 1 713 | 1 700 | 1 696 | 1 654 | 1 570 |

| 1901  | 1906  | 1911  | 1921  | 1926  | 1931  | 1936  | 1946  | 1954  |
| ----- | ----- | ----- | ----- | ----- | ----- | ----- | ----- | ----- |
| 1 516 | 1 559 | 1 479 | 1 307 | 1 353 | 1 326 | 1 365 | 1 328 | 1 255 |

| 1962  | 1968  | 1975  | 1982  | 1990  | 1999  | 2006  | 2007  | 2012  |
| ----- | ----- | ----- | ----- | ----- | ----- | ----- | ----- | ----- |
| 1 211 | 1 050 | 1 026 | 1 027 | 1 015 | 1 019 | 1 206 | 1 233 | 1 357 |

| 2017  | 2022  | - | - | - | - | - | - | - |
| ----- | ----- | - | - | - | - | - | - | - |
| 1 361 | 1 363 | - | - | - | - | - | - | - |

### Enseignement
L'école privée Saint-Henry comprend huit classes allant de la petite section au CM2.

## Culture locale et patrimoine

### Lieux et monuments
- Molières : hameau de la commune de Chemazé comptant 82 habitants[réf. nécessaire], doté d'une église du XIIe siècle (une messe y a lieu une fois par an) ; le presbytère datant du XVIIIe siècle est situé juste derrière. Un château du XIIe siècle est situé à côté de l'hippodrome où se déroulent chaque année les fameuses courses de Molières réputées dans l'ensemble du sud-Mayenne.
- Église Saint-Pierre de Molières.
- Château de Saint-Ouen, édifice du XVe siècle caractéristique de la première Renaissance; bel escalier et magnifiques cheminées.
- Château des Écorces, propriété des Bucher de Chauvigné de 1761 à 1874.
- Château de Gastines

### Personnalités liées à la commune
- Guy Le Clerc de Juigné (mort en 1523 à Chemazé), religieux, évêque de Léon, aumônier des reines Anne de Bretagne et Claude de France, fit construire le Château de Saint-Ouen dans le style de la première Renaissance.
- Anselme René Bucher de Chauvigné (1734-1794), maire d'Angers, propriétaire du château des Écorces â Chemazé.
- Léopold Lelée (1872 à Chemazé - 1947), dit Léo Lelée : artiste ;
- Landry Chauvin (1968), entraineur de football, a joué à l'Association sportive de Chemazé.